# William Williams (Leichtathlet)
William „Will“ Williams (* 31. Januar 1995 in Chicago Heights, Illinois) ist ein US-amerikanischer Leichtathlet, der sich auf den Weitsprung spezialisiert hat.

## Sportliche Laufbahn
William Williams wuchs in Chicago auf und studierte von 2015 bis 2018 an der Texas A&M University und wurde 2018 NCAA-College-Hallenmeister im Weitsprung. 2022 startete er bei den Weltmeisterschaften in Eugene und schied dort mit einer Weite von 7,83 m in der Qualifikationsrunde aus. Anschließend siegte er mit 7,89 m bei den NACAC-Meisterschaften in Freeport. Im Jahr darauf siegte er mit 7,70 m bei den Drake Relays sowie mit 7,85 m beim Memoriál Josefa Odložila. Im August belegte er dann bei den Weltmeisterschaften in Budapest mit 7,94 m im Finale den achten Platz. 2024 belegte er bei den Hallenweltmeisterschaften in Glasgow mit 7,83 m den siebten Platz und im Jahr darauf gelangte er bei den Hallenweltmeisterschaften in Nanjing mit 7,76 m auf Rang elf.
In den Jahren 2023 und 2025 wurde Williams US-amerikanischer Hallenmeister im Weitsprung.